# Santos de Guápiles
Asociación Deportiva Santos de Guápiles ist ein Fußballverein aus Guápiles, Kanton Pococí, Provinz Limón, Costa Rica, welcher in der höchsten costa-ricanischen Spielklasse, der Liga de Fútbol de Primera División spielt.

## Geschichte
1961 beschlossen einige Hobbyfußballer aus Guápiles einen Klub zu gründen. Da im gleichen Jahr der brasilianische Verein FC Santos mit dem legendären Pelé in Costa Rica zwei Freundschaftsspiele bestritt, nannten die Fußballer ihren neuen Verein, den sie 10. November desselben Jahres gründeten, Santos de Guápiles.
In den Anfangsjahren spielte Santos in der dritten Amateurliga, später in der zweiten.
1997 stieg Santos in die Liga de Ascenso-Segunda División auf. Bereits im zweiten Jahr in der Zweitklassigkeit, 1999, gelang es dem Santos de Guápiles in die höchste Spielklasse, die Primera División de Costa Rica aufzusteigen. Dort verweilte der Klub 9 Jahre, bis Santos 2008 wieder in die zweite Liga abstieg. Dank des sofortigem Wiederaufstiegs ist Santos seit 2009 wieder erstklassig.
In den Jahren wechselte Santos einige Male den Vereinsnamen, so hieß der Klub zwischenzeitlich auch Santos FC und Pococí 2000. Auch die Vereinsstruktur änderte sich mehrmals, mal gehörte er dem kantonalen Sportkomitee an, mal war er ein privater Verein. Momentan ist Santos ein semiprivater Verein. Der Klub ist zwar wieder im Besitz des Kantons Pococí, wird aber von Aktionären geführt.
Die größten sportlichen Erfolge des Vereins sind die Vizemeisterschaften in der Saison 2001/02 und im Verano 2012.

## Sonstiges
Neben dem Santos de Guápiles gibt es im Kanton Pococí noch zwei weitere Profiklubs, welche am Spielbetrieb der zweiten costa-ricanischen Liga, der Liga de Ascenso-Segunda División teilnehmen. Diese sind AD Cariari Pococí und AD La Suerte.

## Stadion
Santos de Guápiles trägt seine Heimspiele im 3000 Zuschauer fassenden Estadio Ebal Rodríguez aus. Zu besonderen Anlässen, wie zum Beispiel der Finalteilnahme im Verano 2012, kann die Kapazität des Stadions mit Behilfstribünen auf bis zu 6000 Plätze erweitert werden.